# Mastercard
Mastercard je nadnárodní společnost sídlící ve státě New York, USA, která zpracovává platby platebními kartami své značky Mastercard mezi obchodníky a vydávajícími bankami. Společnost byla založena Raymondem Tanenhausem a Stanleyem Benovitzem, poté byla vlastněna bankou United California Bank, postupně se přeměnila na sdružení bank a roku 2006 se stala veřejně obchodovatelnou akciovou společností. Aktuálně je společnost Mastercard Worldwide vlastněna více než 25 000 finančními institucemi, jež zároveň nabízejí její platební karty. Jedná se o platební karty různých druhů: kreditní karty, debetní karty nebo předplacené debetní karty. Některé z těchto karet umožňují získat část peněz z provedené platby u obchodníka ve formě tzv. cashbacku. 
Od roku 2024 je hlavním sponzorem týmu McLaren ve Formuli 1.